# Normalnyj tolko ja
Normalnyj tolko ja (russisk: Нормальный только я) er en russisk spillefilm fra 2021 af Anton Bogdanov.

## Medvirkende
- Anton Bogdanov som Igor Novozjilov
- Olga Lerman som Nadja
- Konstantin Khabenskij som Viktor Rjurikovitj
- Maxim Vitorgan som Roma
- Sergej Kutergin som Albert Gennadjevitj